# 도 다네키

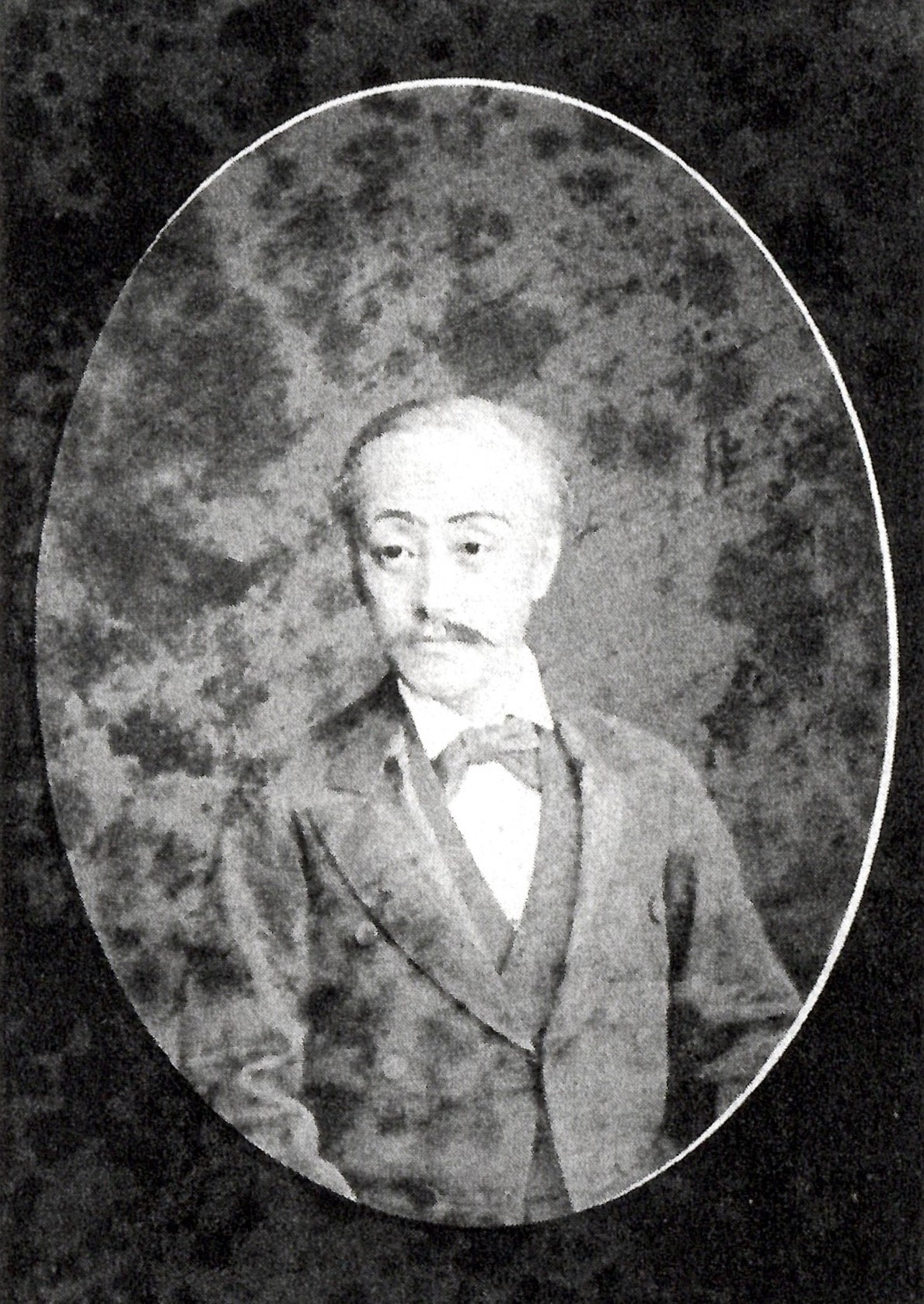
도 다네키 자작

엔도 다네키(일본어: 遠藤胤城, 1838년 7월 25일 ~ 1909년 11월 9일)는 일본의 화족이다. 작위는 자작. 1878년 1월부터는 엔도씨의 본래 성인 도씨로 복성하여 도 다네키(東胤城)로 불렸다. 오미 미카미 번 제6대 번주, 이즈미 요시미 번주를 지냈다. 미카미 번 엔도가(三上藩遠藤家) 제11대 당주.
|  | (미카미)도 자작가 당주 1884년 ~ 1909년 | 후임 도 다네요리 |

| 전임 엔도 다네노리 | 제6대 미카미 번 번주 (엔도가) 1863년 ~ 1870년 | 후임 요시미 번으로 전봉 |

|  | 요시미 번 번주 (엔도가) 1870년 ~ 1871년 | 후임 폐번치현 |